# Rezerwat przyrody Ostrów Panieński
Rezerwat przyrody Ostrów Panieński – rezerwat leśny o powierzchni 14,43 ha, położony w województwie kujawsko-pomorskim, powiecie chełmińskim, gminie Chełmno.
Obszar rezerwatu podlega ochronie ścisłej.

## Lokalizacja
Pod względem fizycznogeograficznym rezerwat znajduje się w mezoregionie Dolina Fordońska. Znajduje się ok. 1,5 km na zachód od Chełmna, na zalewowej terasie doliny Wisły, w sąsiedztwie rzeki.
Rezerwat jest położony w obrębie Chełmińskiego Parku Krajobrazowego wchodzącego w skład Zespołu Parków Krajobrazowych nad Dolną Wisłą.

## Charakterystyka
Rezerwat obejmuje fragment naturalnego lasu łęgowego wiązowo-jesionowego. W drzewostanie obok wiązu (szczególnie pospolitego, rzadziej górskiego i szypułkowego), we wszystkich warstwach roślinności występuje licznie klon polny, którego stanowisko jest najbardziej wysunięte na północ, na północno-wschodniej granicy zasięgu. 
Drzewostan tworzą również: dąb szypułkowy, topola biała, topola czarna. Niektóre dęby mają 250 lat i osiągnęły rozmiary pomnikowe, wiązy 120–150 lat i 1,7 m obwodu. Ogółem występuje ok. 20 gatunków drzew, 15 gatunków krzewów, 96 gatunków roślin zielnych. 
Do częściej spotykanych krzewów należą: bez czarny, dereń świdwa i czeremcha pospolita.
W runie występuje m.in. bluszczyk kurdybanek, podagrycznik pospolity, pokrzywa zwyczajna, storczyk, krwawnik wierzbolistny, czosnek wężowy i inne. Występują tu także charakterystyczne dla łęgów zielne pnącza: chmiel, kielisznik zaroślowy i rzadki wyżpin jagodowy.

## Szlaki turystyczne
W sąsiedztwie rezerwatu przebiega  pieszy szlak turystyczny „Rezerwatów Chełmińskich” Bydgoszcz Fordon – Chełmno 48 km. Podążając nim pieszo lub rowerem można zwiedzić rezerwaty rozlokowane na prawym zboczu Doliny Wisły: 
1. Wielka Kępa Ostromecka (leśny),
2. Las Mariański (leśny),
3. Reptowo (faunistyczny),
4. Linje (torfowiskowy),
5. Płutowo (leśny),
6. Zbocza Płutowskie (stepowy),
7. Góra św. Wawrzyńca (stepowy),
8. Ostrów Panieński,
9. Łęgi na Ostrowiu Panieńskim (leśny)